# Кшање
Кшање (мкд. К'шање) је сеоско насеље у Северној Македонији, у северном делу државе. Кшање припада општини Куманово.

## Географија
Кшање је смештено у северном делу Северне Македоније. Налази се на око 2 km од регионалног пута Куманово - Свети Николе, односно превоја Караула (518 метара н. в.). Од најближег града Куманова, село је удаљено 28 km, југоисточно.
Насеље Кшање се налази на јужној граници средоречке области. Село је смештено на месту спајања Градиштанске планине (југозападно) и планине Манговице (југоисточно), на приближно 570 метара надморске висине. Овај нископланински простор представља развође између Кумановске котлине, на северозападу и Овчег поља, на југу.
Вододелница између сливова Пчиње и Брегалнице протеже се на око 1 километар јужно од Кшања, правцем Перица - Бабин Град. Кшањски Дол је повремени ток који отиче ка западу и заједно са другим водотоцима северних огранака Градиштанске планине, чини леву притоку Пчиње.
Месна клима је умереноконтинентална.

## Прошлост
У селу је фебруара 1896. године било 75 српских кућа.

## Становништво
Према подацима из 1900. године село је имало око 420 становника.
Кшање је према последњем попису из 2002. године имало 48 становника.
Већинско становништво у насељу су етнички Македонци (100%).
Претежна вероисповест месног становништва је православље.